# Кудрявцев, Геннадий Иванович
Геннадий Иванович Кудрявцев (род. 20 августа 1947, Дальний, Квантунская область, СССР) — советский и российский промышленник, предприниматель, общественный и политический деятель. Кандидат экономических наук, профессор, академик «Российской инженерной академии». Почётный машиностроитель Российской Федерации, заслуженный работник промышленности Удмуртской Республики. Депутат Государственного Совета Удмуртской Республики IV и V созывов. Почётный гражданин города Ижевска (2010), почётный гражданин Удмуртской Республики.

## Биография
Геннадий Кудрявцев родился 20 августа 1947 года в дальневосточном городе Дальний (ныне — Далянь, КНР), где служил его отец. Окончил Пермский механический техникум, по окончании которого работал слесарем-сборщиком на Ижевском мотозаводе и Ижевском электромеханическом заводе.
С 1965 по 1992 годы работал на Ижевском радиозаводе, на котором прошёл путь от слесаря-сборщика 2 разряда до начальника механического производства и заместителя генерального директора по экономике. В январе 1992 года Геннадий Иванович вернулся на мотозавод, где был назначен на должность директора по координации экономики. С 1996 года — генеральный директор Ижевского мотозавода «Аксион-холдинг».
Находясь на высоком посту, Геннадий Иванович уделяет большое внимание решению социальных вопросов. По его инициативе и под его руководством был создан благотворительный фонд «Аксион», поддерживающий работников мотозавода и ранее работавших на предприятии пенсионеров. Активно поддерживается шефство завода над Можгинским детским домом, начатое более 40 лет назад.

## Общественная деятельность
- Член правления Российского Союза Промышленников и Предпринимателей («РСПП»), общероссийского объединения работодателей (ООР «РСПП»); руководитель регионального отделения «РСПП» и объединения работодателей «РСПП» Удмуртской Республики[7];
- Член президиума Ассоциации «Лига содействия оборонным предприятиям»;
- Председатель Промышленно-экономической ассоциации Удмуртии «Развитие» и Регионального объединения работодателей Удмуртии «Развитие»[8];
- Член Удмуртской общественной организации по укреплению государственности «Генеральское собрание»;
- Депутат Государственного Совета Удмуртской Республики IV и V созывов[2];
- Член Партии «Единая Россия»[9].

## Санкции
23 февраля 2024 года Кудрявцев включён в блокирующий санкционный список США против компаний оборонного сектора. Власти страны отмечали что Кудрявцев «работает или работал в секторе экономики Российской Федерации, который призван поддерживать российский военно-промышленный комплекс».

## Награды и звания
- орден «За заслуги перед Отечеством» III степени (2019)[12]
- орден «За заслуги перед Отечеством» IV степени (2011)[13]
- орден Почёта
- Орден Дружбы
- медаль «За трудовую доблесть»
- медаль «За укрепление боевого содружества»
- медаль «300 лет Российскому флоту»
- медаль «За содружество во имя спасения»
- памятная медаль «20 лет Государственному Совету Удмуртской Республики»
- почётный машиностроитель Российской Федерации
- заслуженный работник промышленности Удмуртской Республики
- почётный гражданин города Ижевска (2010)[3]
- Почётный гражданин Удмуртской Республики (23 сентября 2016)[14] — за большой личный вклад в социально-экономическое развитие Удмуртской Республики

### Награды РПЦ
- Орден Святого благоверного великого князя Дмитрия Донского — за труд во славу Святой Церкви[15],
- орден Святого благоверного князя Даниила Московского III степени[15],
- орден Преподобного Сергия Радонежского III степени[15].
- медаль «Патриаршая благодарность» (2017) — вручил Патриарх Московский и всея Руси Кирилл.